# Motorola Moto G
Moto G ist eine Sammelbezeichnung für die Smartphone-Mittelklassereihe  des Herstellers Motorola. Die erste Generation wurde 2013 vorgestellt, 2019 veröffentlichte Motorola die siebte Generation.

## Moto G (1. Generation)
Das Motorola Moto G (eigene Schreibweise: moto g / Interne Bezeichnung: XT1031, XT1032, XT1033, XT1034 / Codename „falcon“) ist ein Smartphone, das vom Hersteller Motorola am 1. November 2013 vorgestellt wurde. Es ist seit dem 13. November 2013 in Brasilien und in der Europäischen Union, seit dem 2. Dezember 2013 in den Vereinigten Staaten und Kanada sowie seit dem 14. Januar 2014 in Asien erhältlich.
Das Moto G ist eng mit dem im August 2013 veröffentlichten Highend-Smartphone Moto X verwandt, unterscheidet sich aber durch Prozessor, Gestensteuerung und Kameraauflösung und ist damit ein preiswerteres Einsteiger- und Mittelklasse-Modell. Im Gegensatz zum Moto X sind beim Moto G die Rückseiten abnehmbar und können durch verschiedenfarbige Rückseiten (Shells) oder durch magnetfixierte Klapphüllen (Flip Shells), die beim Aufklappen den Bildschirm automatisch einschalten, ersetzt werden. Das Moto G war schon nach sechs Monaten das meistverkaufte Smartphone in Motorolas Firmengeschichte.

### Spezifikationen

#### Hardware
Das Smartphone besitzt einen 4,5 Zoll großen, mit Corning Gorilla Glass 3 geschützten IPS-Bildschirm mit einer Auflösung von 1280 × 720 Pixeln ("HD"). Damit ergibt sich eine Punktdichte von 329 ppi.
Das Moto G ist mit einem 1,2-GHz-Qualcomm-Vierkernprozessor-Snapdragon-400 (MSM8x26), 1 GB RAM, 8 oder 16 GB Speicher und einer Qualcomm-Adreno-305-GPU ausgestattet. Anfang Juli 2014 erschien mit dem Moto G 4G eine dritte Modellvariante mit 8 GB Speicher, das zusätzlich den LTE-Mobilfunkstandard unterstützt und eine microSD-Speichererweiterung bietet.
Die Bedienung des Mobiltelefons erfolgt über den Touchscreen sowie über die Lautstärketasten und den Ein-Aus-Schalter. Das Moto G verwendet eine Micro-SIM-Karte. In manchen Regionen ist eine Dual-SIM-Variante erhältlich. Mono-Lautsprecher befinden sich auf der Rückseite links neben der Kamera.

#### Software
Das Smartphone wurde mit Android 4.3.1 „Jelly Bean“ ausgeliefert, seit Juli 2014 war die Android-Version 4.4.4 „KitKat“ erhältlich und seit dem 6. März 2015 Android 5.0.2 "Lollipop". Version 5.1 ist im Oktober 2015 erschienen, zusammen mit einer Behebung der Stagefright-Sicherheitslücke.
Das Android-System wurde von Motorola nahezu unverändert übernommen, ergänzt wurde die Ausstattung lediglich durch die Google-Apps, eine Kamera-App und die herstellereigenen Apps „Motorola Migrate“, „Assist“, „Moto Care“ und „Alert“.
Anfang Dezember 2013 hat Motorola den Quellcode für das Moto G veröffentlicht. Anwender haben damit die Möglichkeit, die Komponenten des Betriebssystems nach eigenen Wünschen anzupassen.

### Verfügbarkeit
Das Smartphone wurde am 13. November 2013 von Dennis Woodside, CEO von Motorola Mobility, in São Paulo angekündigt und war nur wenige Tage später in der 8-GB-Version in Deutschland erhältlich. Die ersten 16-GB-Modelle trafen noch vor Jahresende 2013 bei den Kunden ein.

## Moto G LTE
(Alternativbezeichnungen: Motorola Moto G 4G / Interne Bezeichnung: XT1039, XT1040, XT1045 / Codename "peregrine")
Im Juli 2014 wurde eine LTE-Variante mit der internen Bezeichnung XT1039 (de-Version) und Android 4.4.4 (KitKat) veröffentlicht. Android 5.1 (Lollipop) war mittlerweile verfügbar, und auch die Stagefright-Sicherheitslücke wurde geschlossen. Dieses Modell hat gegenüber den „normalen“ Varianten zusätzlich ein LTE-Funkmodul mit 100/50 MBit/s eingebaut. Wie der kleinere Vorgänger besitzt es nur 8 GB internen Speicher, enthält jedoch wie das Moto G (2. Generation) einen Micro-SD-Steckplatz hinter dem Akkudeckel. Die 5-Megapixel-Kamera und der 4,5 Zoll-Bildschirm mit Gorilla-Glas entsprechen wiederum dem älteren Modell.

## Moto G (2. Generation)

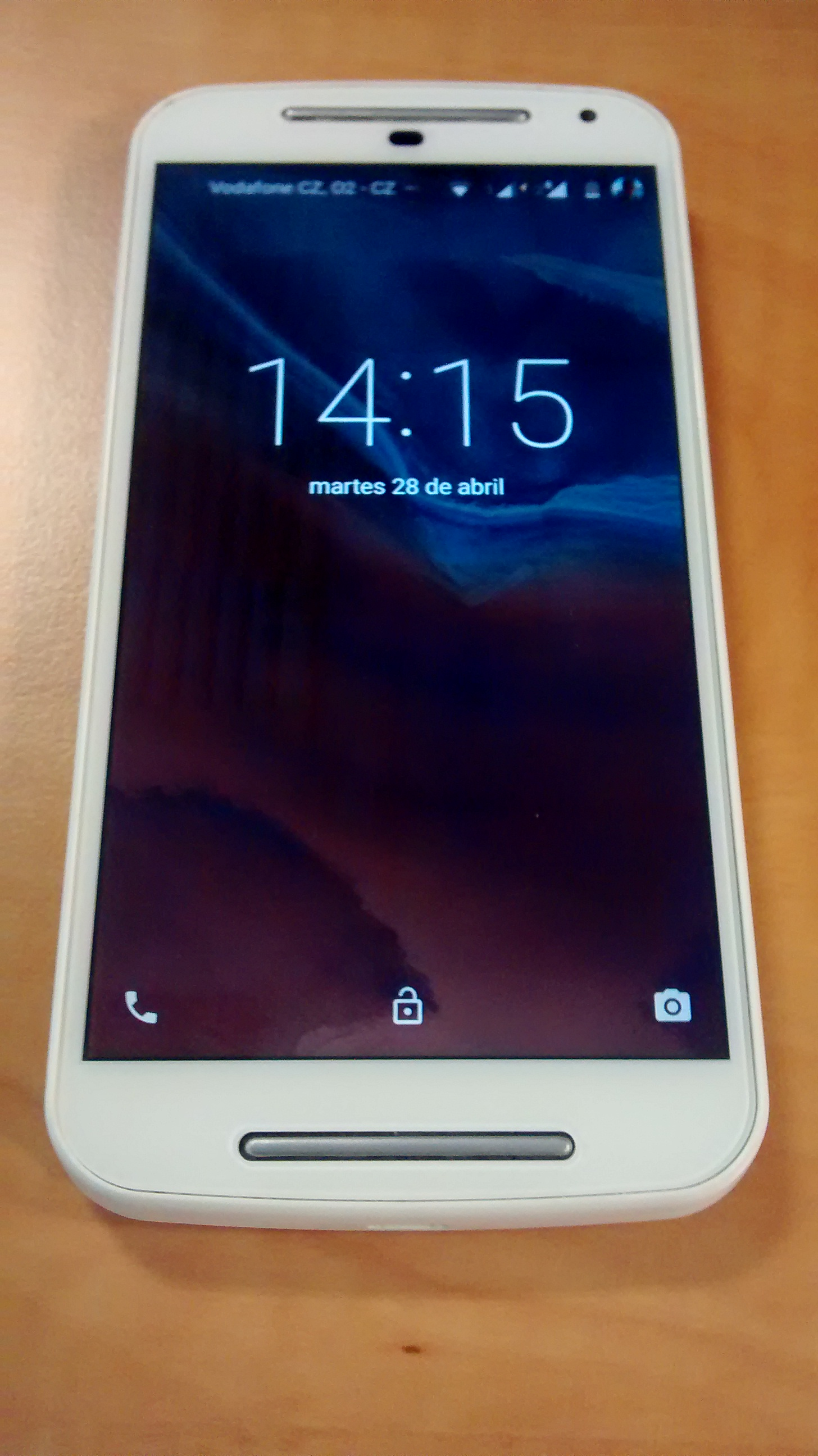
Moto G (2. Generation)

Am 5. September 2014 erschien eine zweite Generation (Interne Bezeichnungen: XT1068 / Codename "titan") des Moto G mit den Abmessungen 141,5 × 70,7 mm und einer Wölbung von 6 bis 11 mm sowie einem Gewicht von 149 g. Zu den Änderungen gegenüber der ersten Generation gehört der größere 5,0-Zoll-Bildschirm mit der bisherigen Auflösung, aber einer Punktdichte von 294 ppi, ein microSD-Karten-Steckplatz und Dual-SIM-Fähigkeit.
Eine LTE-Version (Interne Bezeichnungen: XT1072 / Codename "thea") mit nur einem SIM-Steckplatz erschien später. Statt LPDDR2- wird LPDDR3-Arbeitsspeicher eingesetzt. Das Gerät wurde mit Android 4.4.4 KitKat ausgeliefert und erhielt nach Veröffentlichung die Android-Version 5.0.2 Lollipop und Ende März 2016 Android 6.0 Marshmallow. Die hintere Kamera hat acht Megapixel, die vordere zwei, und es gibt Stereo-Lautsprecher.

## Moto G3
Im Juli 2015 wurde die dritte Generation (Interne Bezeichnungen: XT1540 / Codename "osprey") des Moto G vorgestellt, wie das Vorgängermodell mit einem 5-Zoll-Bildschirm in 720p-Auflösung. Die wesentlichen Änderungen zur zweiten Generation bestehen in einer verbesserten 13-Megapixel-Kamera (aus dem Nexus 6) hinten, einer 5-Megapixel-Kamera vorn und der Tatsache, dass das Gerät wasserdicht gemäß IPX7 ist. Außerdem besitzt das Gerät ein LTE-Modul. Der Lautsprecher bietet hingegen nur Mono-Wiedergabe. Die Abmessungen betragen 142,1 mm × 72,4 mm × 11,6 mm, es wiegt 155 g. Es kommt ein Snapdragon-410-Quadcore-Prozessor zum Einsatz. Es werden zwei Versionen mit acht bzw. 16 Gigabyte Speicherplatz angeboten, mit einem bzw. zwei Gigabyte Arbeitsspeicher. Weiterhin steht ein MicroSD-Steckplatz zur Verfügung. Das Gerät wird mit Android Lollipop in der Version 5.1.1 ausgeliefert; Android 6.0.1 kann nachinstalliert werden, ursprünglich in der Version vom Januar 2016, nachfolgend durch Sicherheitsupdates aktualisiert auf den Android-Patchstand von aktuell April 2017.
Mit der Vorstellung der Nachfolger Moto G4 und G4 Plus wurde es in Moto G3 umbenannt.

## Moto G4

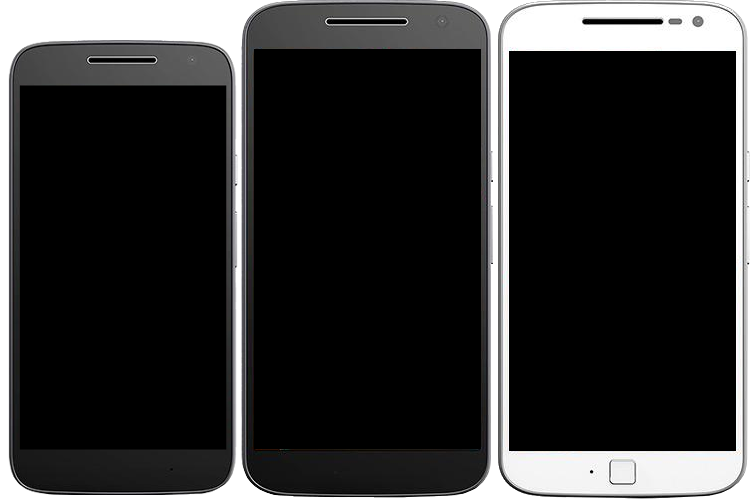
Links das Moto G4 Play, in der Mitte das Moto G4 und rechts das Moto G4 Plus.

Die Modelle der 4. Generation des Moto G gibt es in den Varianten Moto G4 Play, Moto G4 und Moto G4 Plus.
Das Moto G4 Play hat einen wechselbaren Akku.
Seit März 2017 ist auch in Deutschland das Upgrade auf Android 7.0 (Nougat) mit Sicherheitsupdates Stand Dezember 2016 möglich, das Update auf Android 8.1 (Oreo) mit Sicherheitsupdates Stand Dezember 2018 ist seit Ende April 2019 in Deutschland für das Moto G4 Plus durchführbar. 
Inoffiziell gibt es Android 8.0 auch für das Moto G4, in diversen Youtube-Videos wird erklärt wie das ganze mit einer Datei über die normale Updatefunktion eingespielt wird. Es ist kein Computer notwendig.
| Ausstattung          | Moto G4 Play                            | Moto G4                                   | Moto G4 Plus                                      |
| -------------------- | --------------------------------------- | ----------------------------------------- | ------------------------------------------------- |
| Modell               | XT1602                                  | XT1622                                    | XT1640, XT1641, XT1642, XT1643                    |
| Codename             | "harpia"                                | "athene"                                  | "athene_fp"                                       |
| CPU                  | Qualcomm Snapdragon 410 4 Kerne 1,2 GHz | Qualcomm Snapdragon 617 8 Kerne 1,5 GHz   | Qualcomm Snapdragon 617 8 Kerne 1,5 GHz           |
| GPU                  | Adreno 306                              | Adreno 405                                | Adreno 405                                        |
| RAM                  | 2 GB                                    | 2 GB                                      | 2, 3 oder 4 GB                                    |
| Displayauflösung     | HD (1280 × 720)                         | Full HD (1920 × 1080)                     | Full HD (1920 × 1080)                             |
| Betriebssystem       | Android 6.0.1 (bei Markteinführung)     | Android 6.0.1 (bei Markteinführung)       | Android 6.0.1 (bei Markteinführung)               |
| Display              | 5", 294 ppi                             | 5,5", 401 ppi                             | 5,5", 401 ppi                                     |
| Hauptkamera          | 8 MP ƒ/2.2 1080p30 Video                | 13 MP ƒ/2.0 1080p30 Video mit Slow-Motion | 16 MP ƒ/2.0 PDAF und Laserautofokus 1080p30 Video |
| Wi-Fi                | 3                                       | 4                                         | 4                                                 |
| Akku                 | 2800 mAh wechselbar                     | 3000 mAh mit TurboPower-Ladetechnik       | 3000 mAh mit TurboPower-Ladetechnik               |
| Fingerabdruckscanner | Nein                                    | Nein                                      | Ja                                                |

## Moto G5

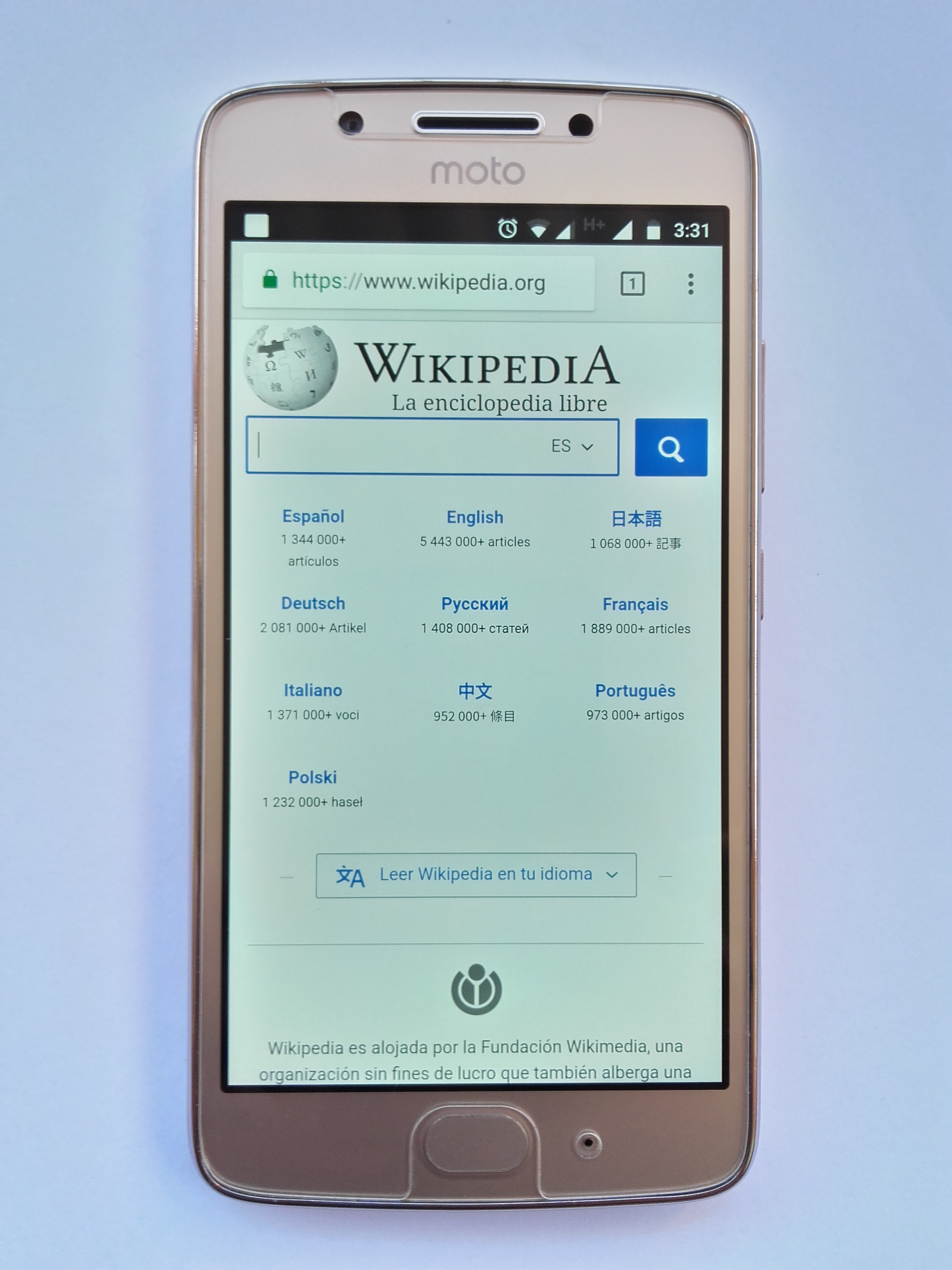
Moto G5 mit der Wikipedia-Startseite
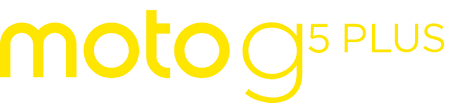
Logo des Moto G5 Plus
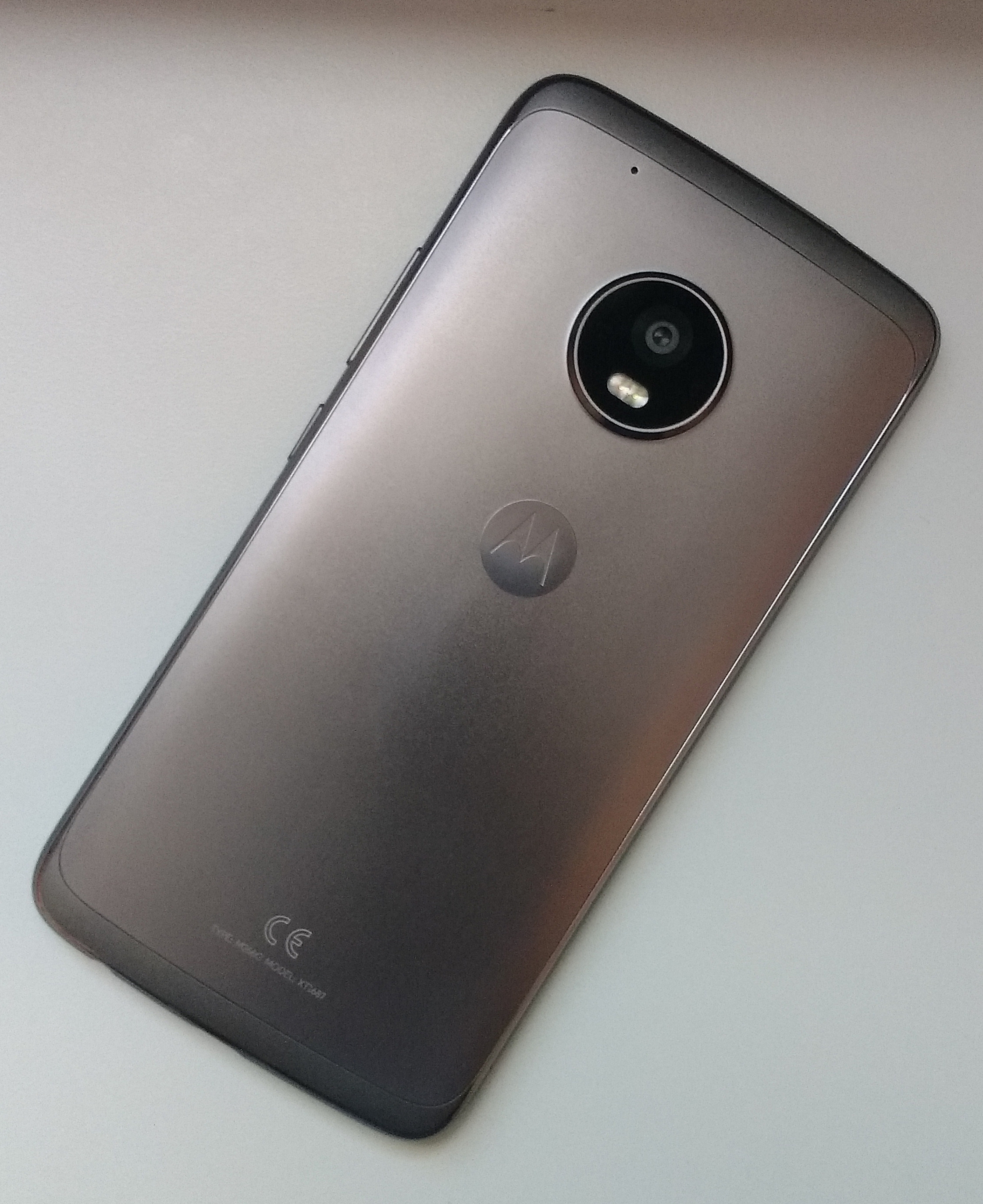
Cover des Moto G5 Plus

Bei der Moto G5 Reihe gibt es vier verschiedene Varianten: das Moto G5, Moto G5 Plus, Moto G5S und das Moto G5S Plus.
| Ausstattung          | Moto G5                                         | Moto G5 Plus                                   | Moto G5S                                | Moto G5S Plus                                  |
| -------------------- | ----------------------------------------------- | ---------------------------------------------- | --------------------------------------- | ---------------------------------------------- |
| Modell               | XT1676                                          | XT1684                                         | XT1793, XT1794                          | XT1803, XT1805                                 |
| Codename             | "cedric"                                        | "potter"                                       | "montana"                               | "sanders"                                      |
| CPU                  | Qualcomm Snapdragon 430 8 Kerne 1,4 GHz         | Qualcomm Snapdragon 625 8 Kerne 2,0 GHz        | Qualcomm Snapdragon 430 8 Kerne 1,4 GHz | Qualcomm Snapdragon 625 8 Kerne 2,0 GHz        |
| GPU                  | Adreno 505                                      | Adreno 506                                     | Adreno 505                              | Adreno 506                                     |
| RAM                  | 2 oder 3 GB                                     | 3 GB                                           | 3 GB                                    | 3 oder 4 GB                                    |
| Betriebssystem       | Android 7.0 (bei Markteinführung)               | Android 7.0 (bei Markteinführung)              | Android 7.1 (bei Markteinführung)       | Android 7.1 (bei Markteinführung)              |
| Hauptkamera          | 13 MP ƒ/2.0 1080p-HD-Video (30 fps)             | 12 MP ƒ/1.7 4K-Ultra-HD-Videoaufnahme (30 fps) | 16 MP ƒ/2.0 1080p-HD-Video (30 fps)     | 13 MP ƒ/2.0 4K-Ultra-HD-Videoaufnahme (30 fps) |
| Frontkamera          | 5 MP                                            | 5 MP                                           | 5 MP                                    | 8 MP                                           |
| Displaygröße         | 5", 441 ppi                                     | 5,2", 424 ppi                                  | 5,2", 424 ppi                           | 5,5", 401 ppi                                  |
| Displayauflösung     | Full-HD (1920 × 1080)                           | Full-HD (1920 × 1080)                          | Full-HD (1920 × 1080)                   | Full-HD (1920 × 1080)                          |
| Wi-Fi                | 4                                               | 4                                              | 4                                       | 4                                              |
| Fingerabdruckscanner | Ja                                              | Ja                                             | Ja                                      | Ja                                             |
| Bluetooth            | Version 4.2 BR/EDR+BLE                          | Version 4.2 BR/EDR+BLE                         | Version 4.2 BR/EDR+BLE                  | Version 4.2 BR/EDR+BLE                         |
| Akku                 | 2800 mAh mit TurboPower-Ladetechnik, wechselbar | 3000 mAh mit TurboPower-Ladetechnik            | 3000 mAh mit TurboPower-Ladetechnik     | 3000 mAh mit TurboPower-Ladetechnik            |
| Gewicht              | 144,5 g                                         | 155 g                                          | 157 g                                   | 170 g                                          |

## Moto G6

Logo der G6-Reihe
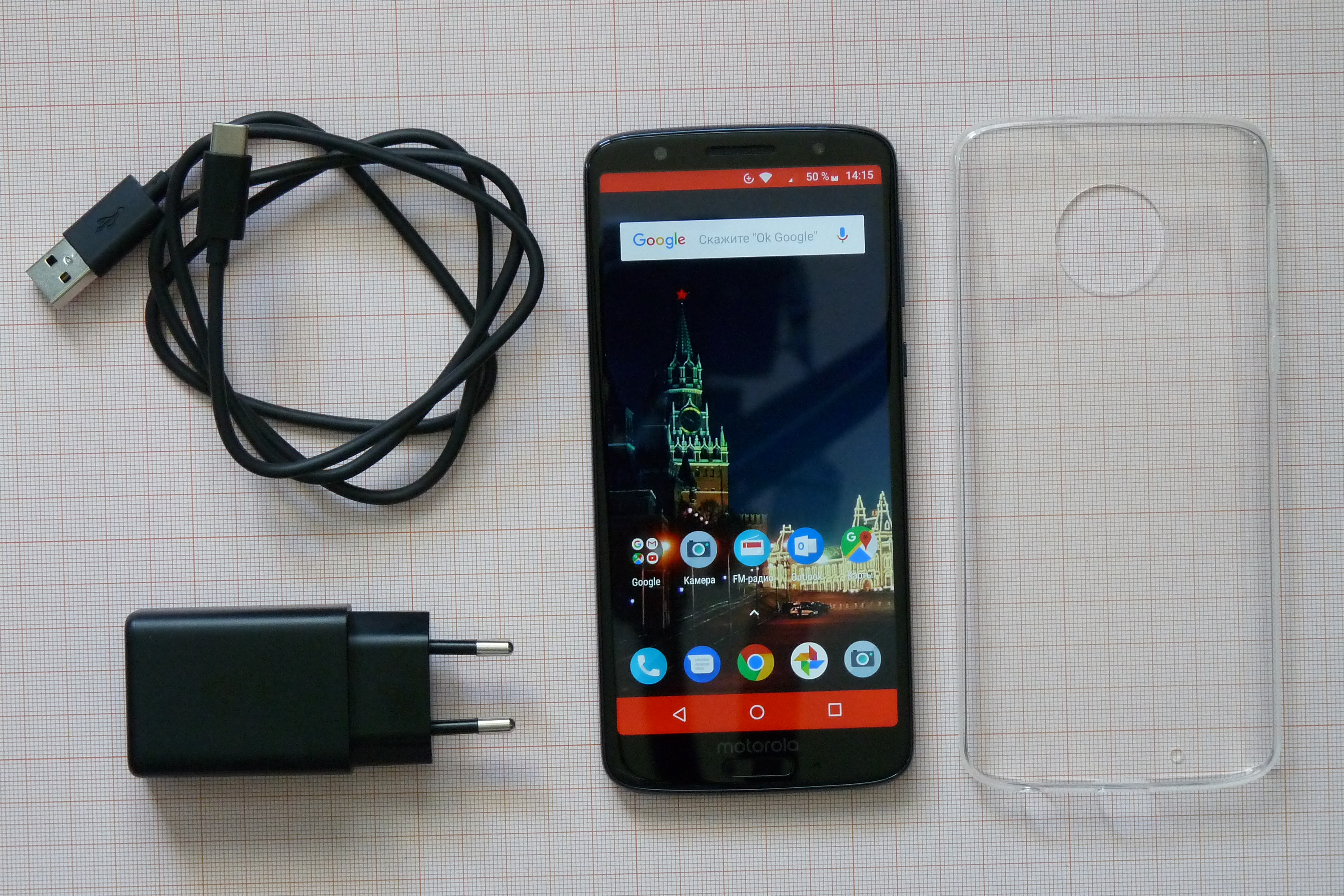
Moto G6 mit Zubehör

2018 brachte Motorola drei neue Smartphones auf den Markt: das Moto G6, G6 plus und G6 play.
| Ausstattung         | Moto G6 Play                        | Moto G6                             | Moto G6 Plus                                               |
| ------------------- | ----------------------------------- | ----------------------------------- | ---------------------------------------------------------- |
| Modell              | XT1922                              | XT1925                              | XT1926                                                     |
| CPU                 | Qualcomm Snapdragon 430             | Qualcomm Snapdragon 450             | Qualcomm Snapdragon 630 8 Kerne 2,2 GHz                    |
| GPU                 | Adreno 505                          | Adreno 506                          | Adreno 508                                                 |
| Betriebssystem      | Android 9.0                         | Android 9.0                         | Android 9.0                                                |
| RAM                 | 2 / 3 GB                            | 3 / 4 GB                            | 4 GB                                                       |
| Hauptkamera         | 13 MP ƒ/2.0                         | 12 MP und 5-MP-Dual-Kamera          | 12 MP und 5-MP-Dual-Kamera ƒ/1.7 4K-Ultra-HD-Videoaufnahme |
| Frontkamera         | 8 MP                                | 8 oder 16 MP                        | 8 MP                                                       |
| Displaygröße        | 5,7                                 | 5,7                                 | 5,9", 409 ppi                                              |
| Displayauflösung    | HD+ (720 × 1440)                    | Full-HD+ (1080 × 2160)              | Full-HD+ (1080 × 2160)                                     |
| Wi-Fi               | Ja                                  | Ja                                  | Ja                                                         |
| Fingerabdrucksensor | Ja                                  | Ja                                  | Ja                                                         |
| NFC                 | Ja                                  | Ja                                  | Ja                                                         |
| Bluetooth           | 4.2                                 | 4.2                                 | 5.0                                                        |
| Akku                | 4000 mAh mit TurboPower-Ladetechnik | 3000 mAh mit TurboPower-Ladetechnik | 3200 mAh mit TurboPower-Ladetechnik                        |
| Gewicht             | 175 g                               | 167 g                               | 167 g                                                      |

## Moto G7

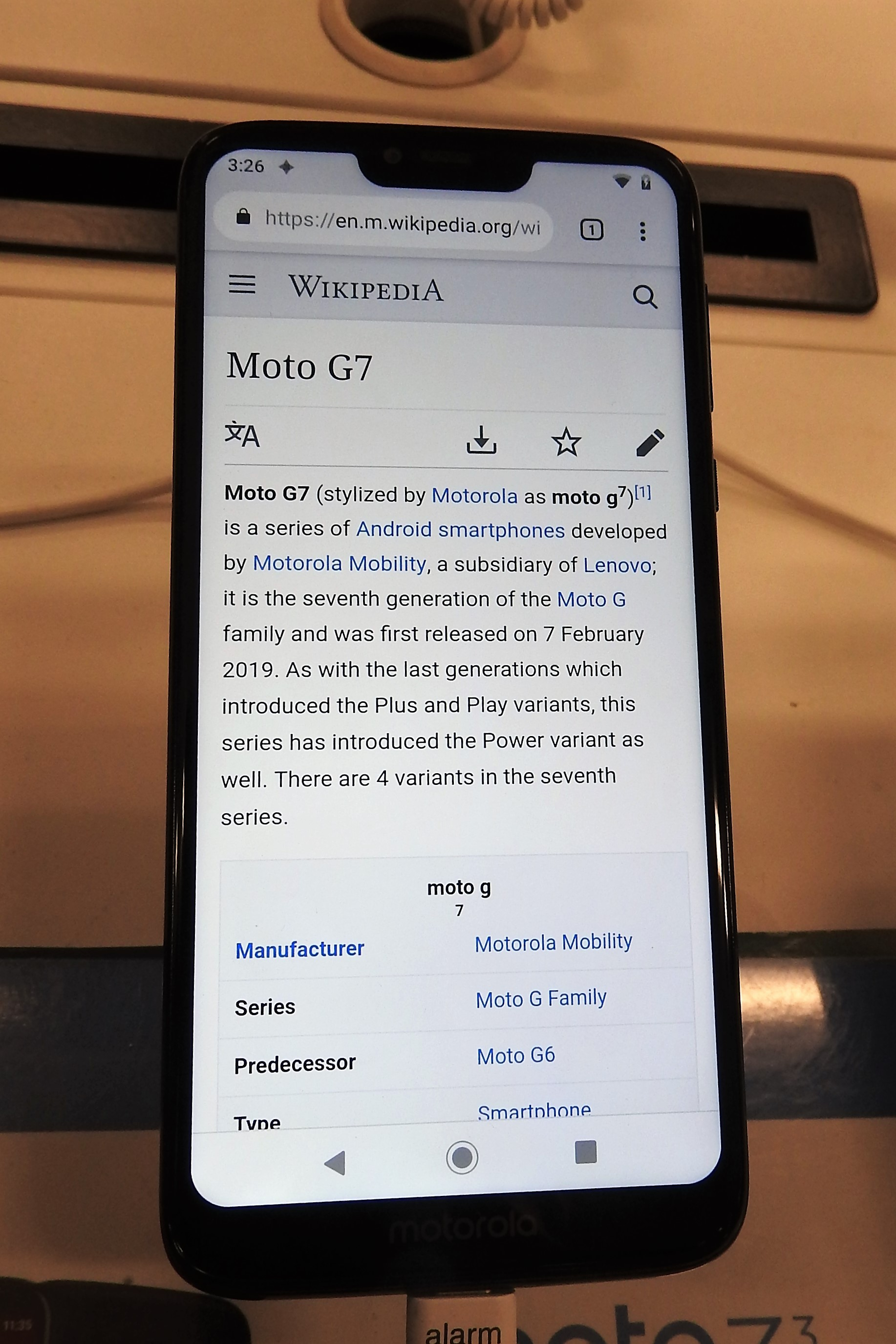
Das Moto G7 Power mit der englischsprachigen Wikipediaseite des Moto G7.

Die siebte Generation, welche 2019 veröffentlicht wurde, besteht neben dem Moto G7 aus den Varianten G7 Play, G7 Plus und G7 Power.
| Ausstattung         | Moto G7 Play                                             | Moto G7 Power                                             | Moto G7                                                   | Moto G7 Plus                                              |
| ------------------- | -------------------------------------------------------- | --------------------------------------------------------- | --------------------------------------------------------- | --------------------------------------------------------- |
| Modell              | XT1952                                                   | XT1955                                                    | XT1962                                                    | XT1965                                                    |
| CPU                 | Qualcomm Snapdragon 632 Octa-Core mit 1,8-GHz            | Qualcomm Snapdragon 632 Octa-Core mit 1,8-GHz             | Qualcomm Snapdragon 632 Octa-Core mit 1,8-GHz             | Qualcomm Snapdragon 636 Octa-Core mit 1,8-GHz             |
| GPU                 | Adreno 506                                               | Adreno 506                                                | Adreno 506                                                | Adreno 509                                                |
| RAM                 | 2 GB                                                     | 4 GB                                                      | 4 GB                                                      | 4 GB                                                      |
| Betriebssystem      | Android 9 (bei Markteinführung), Android 10 (per Update) | Android 9 (bei Markteinführung), Android 10 (per Update)  | Android 9 (bei Markteinführung), Android 10 (per Update)  | Android 9 (bei Markteinführung), Android 10 (per Update)  |
| Hauptkamera         | 13 MP, ƒ/2.0 1080 P (30 fps)                             | 12 MP, ƒ/2.0 2160P/4K (30 fps)                            | 12 MP ƒ/1.8 2160P/4K (30 fps)                             | 16 MP ƒ/1.7 2160P/4K-Video (30fps)                        |
| Frontkamera         | 8 MP                                                     | 8 MP                                                      | 8 MP                                                      | 12 MP                                                     |
| Displaygröße        | 5,7", 294 ppi                                            | 6,2", 279 ppi                                             | 6,2", 403 ppi                                             | 6,2", 403 ppi                                             |
| Displayauflösung    | HD+ (1512 × 720)                                         | HD+ (1570 × 720)                                          | Full-HD+ (2270 × 1080)                                    | Full-HD+ (2270 × 1080)                                    |
| Wi-Fi               | Ja                                                       | Ja                                                        | Ja                                                        | Ja                                                        |
| Fingerabdrucksensor | Ja                                                       | Ja                                                        | Ja                                                        | Ja                                                        |
| NFC                 | Nein                                                     | Nein                                                      | Ja                                                        | Ja                                                        |
| Bluetooth           | 4.2                                                      | 4.2                                                       | 4.2                                                       | 5.0                                                       |
| Akku                | 3000 mAh, nicht wechselbar                               | 5000 mAh mit 18W-TurboPower-Ladetechnik, nicht wechselbar | 3000 mAh mit 15W-TurboPower-Ladetechnik, nicht wechselbar | 3000 mAh mit 27W-TurboPower-Ladetechnik, nicht wechselbar |
| Gewicht             | 149 g                                                    | 193 g                                                     | 172 g                                                     | 172 g                                                     |

## Moto G8
Das Moto G8 Play und G8 Plus wurden im Oktober 2019 veröffentlicht. Am 7. Februar 2020 wurde das G8 Power vorgestellt, welches ab 1. April 2020 erhältlich war. Am 5. März 2020 wurde das Moto G8 (ohne Namenszusatz) vorgestellt. Am 3. April 2020 folgte die Ankündigung des Moto G8 Power Lite.

## Moto G9
Als erstes Modell der neunten Generation wurde das Moto G9 Play am 24. August 2020 angekündigt. Dieses wird in Indien als Moto G9 (ohne „Play“) verkauft. Am 7. September 2020 folgte das Moto G9 Plus. Am 5. November 2020 wurde das Moto G9 Power vorgestellt. Das Moto G9 Plus hat im Gegensatz zu seinen direkten Vorgängern keinen Kompass (magnetometer).

## Galerie

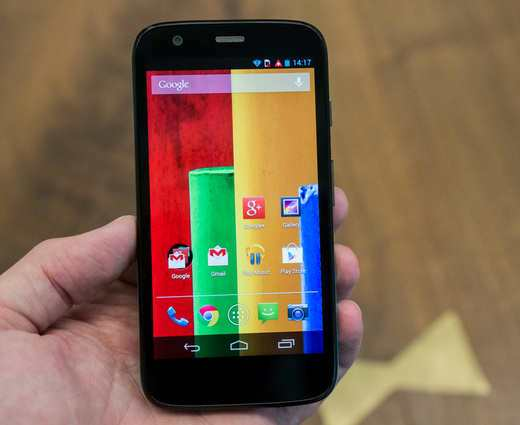
Moto G (1. Generation)
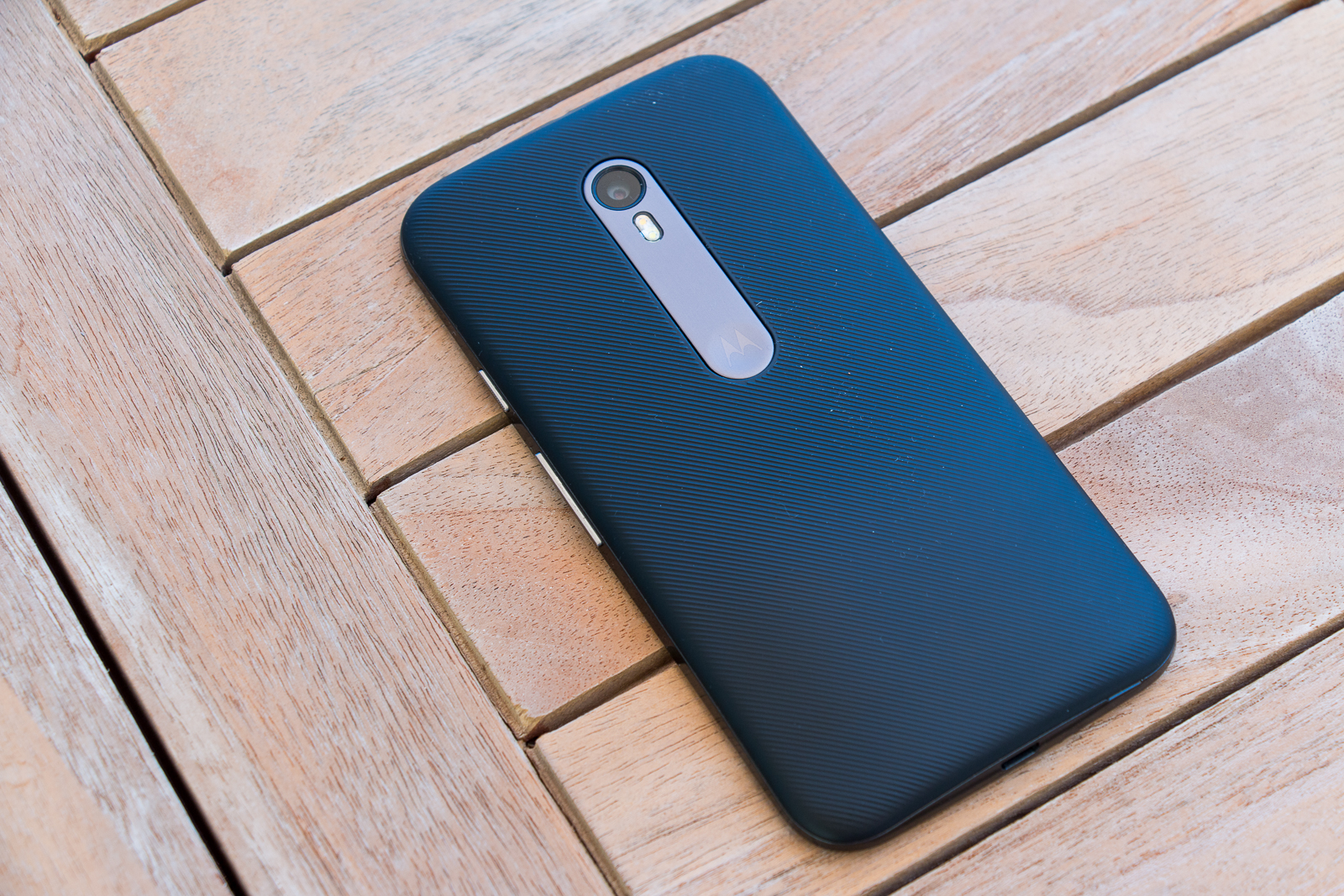
Das Cover des Moto g3
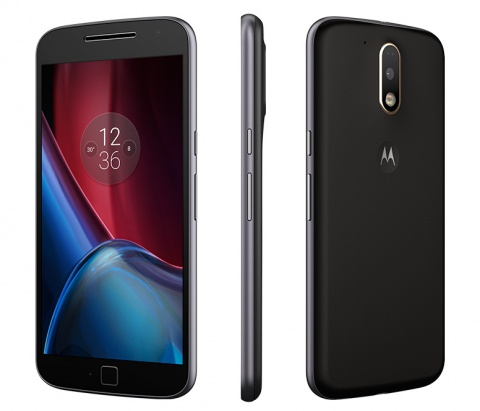
Moto g4 plus
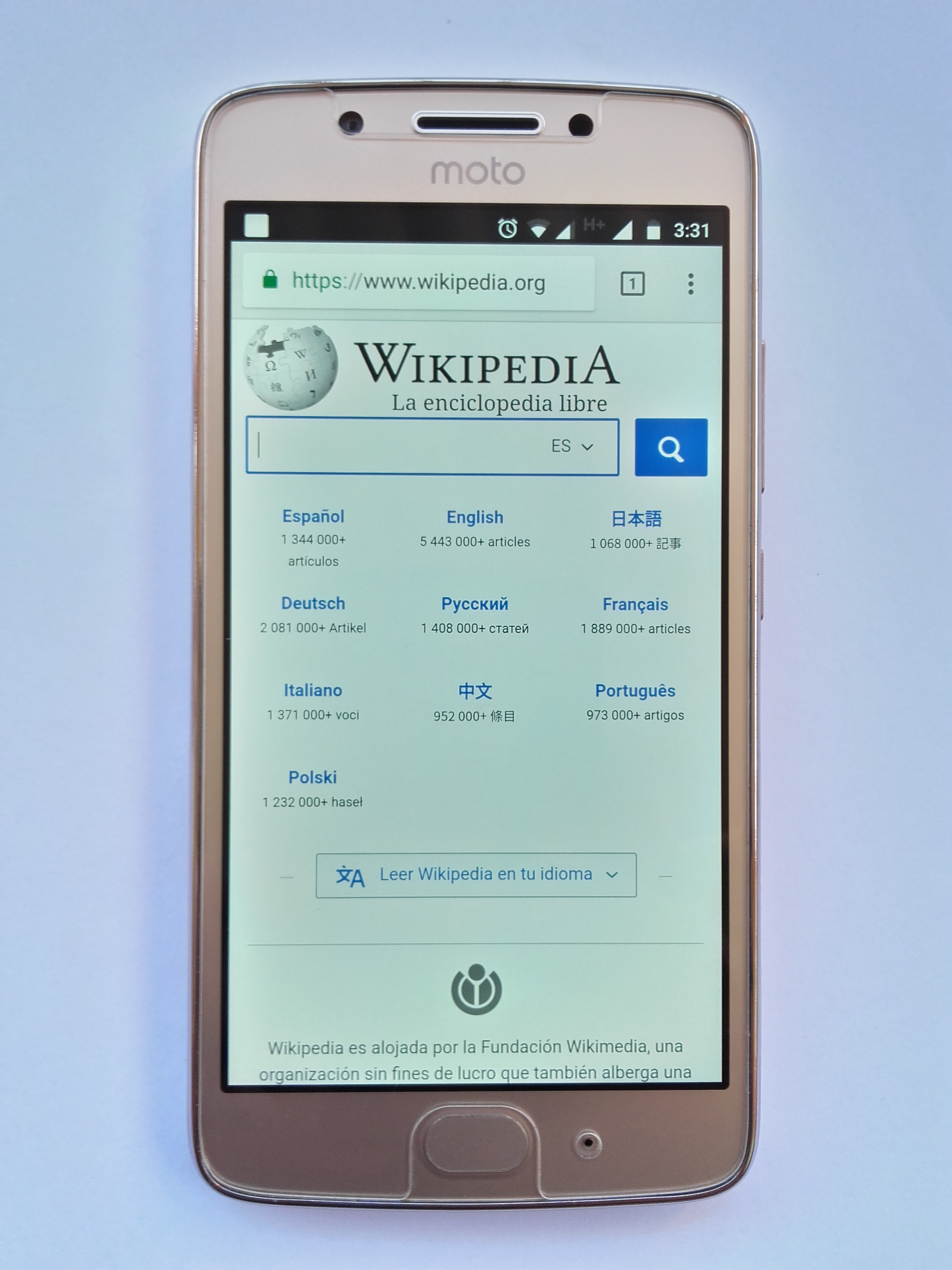
Moto g5 mit der Wikipedia-Startseite
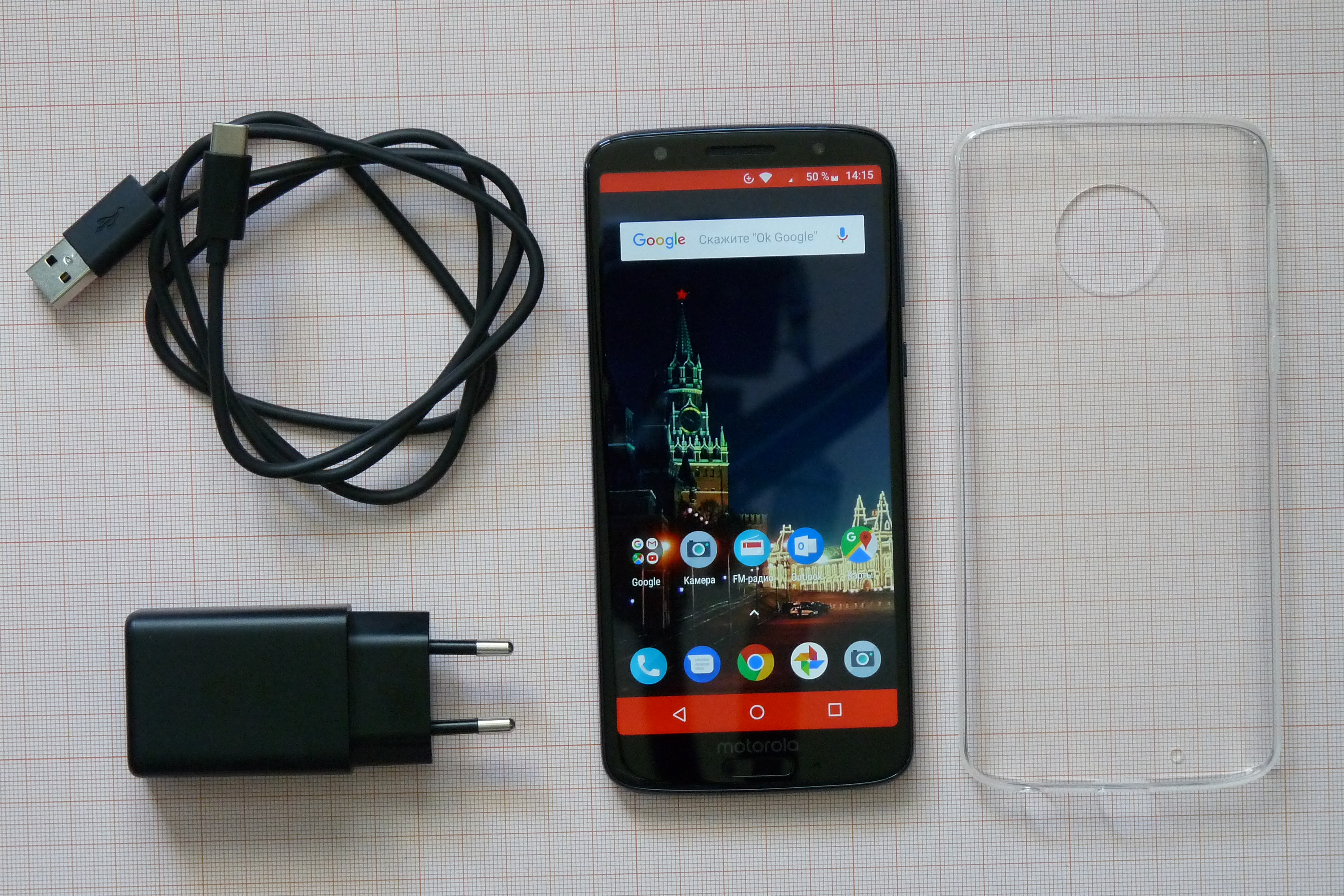
Moto G6 mit Zubehör
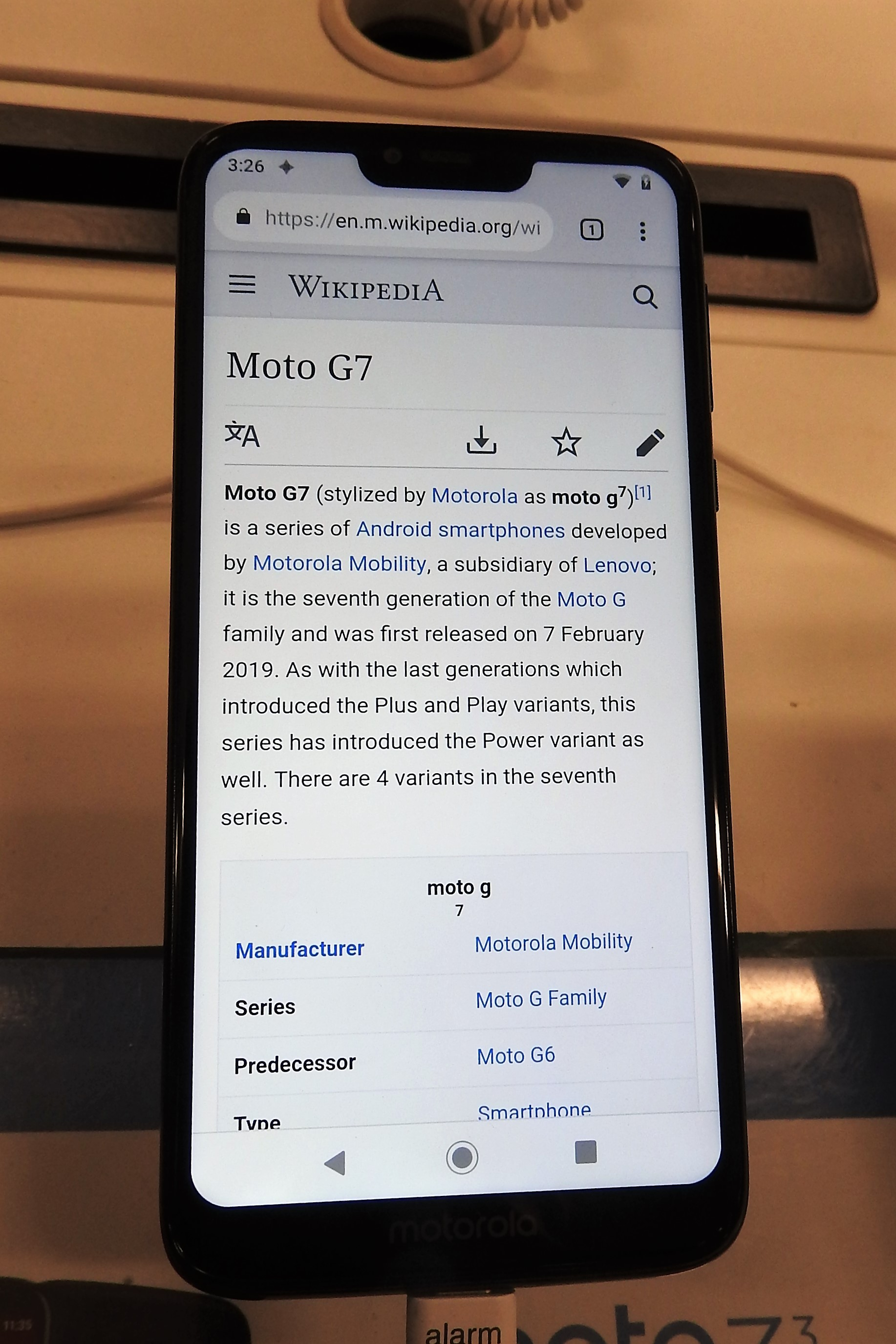
Moto G7 Power